# Barbara Łatko
Barbara Łatko (ur. 4 grudnia 1952) – polska lekkoatletka, specjalizująca się w rzucie oszczepem, medalistka mistrzostw Polski.

## Kariera sportowa
Była zawodniczką AZS-AWF Warszawa.
Na mistrzostwach Polski seniorek na otwartym stadionie zdobyła jeden medal w rzucie oszczepem: brązowy w 1977. 
Rekord życiowy w rzucie oszczepem: 56,30 (31.08.1977).